# Fredrik Meyer
Fredrik Meyer (ur. 13 lutego 1916 w Oslo, zm. 16 stycznia 1989 tamże) – norweski żeglarz sportowy, medalista olimpijski.
Podczas letnich igrzysk olimpijskich w Berlinie (1936) zdobył, wspólnie z Magnusem Konowem, Karstenem Konowem, Vaadjuvem Nyqvistem i Alfem Tvetenem, srebrny medal w żeglarskiej klasie 6 metrów.